# Alege
L'alege és una llengua del sud-est de Nigèria, de l'estat de Cross River. Es parla a la LGA d'Obudu.
L'alege és una llengua de la família lingüística de les llengües bendi, que formen part de les llengües del riu Cross. Està íntimament relacionada amb la llengua obanliku. Les altres llengües que formen part de la seva família lingüística són el bekwarra, el bete-bendi, el bokyi, l'ubang, l'ukpe-bayobiri i l'utugwang-irungene-afrike, totes elles de Nigèria.
L'estatus de l'alege és de llengua vigorosa (6a), és a dir, és una llengua que no té forma estàndard però és utilitzada per persones de totes les generacions.
Segons el joshua project, hi ha 2000 parlants d'alege a Nigèria. D'aquests, el 70% professen religions cristianes (la totalitat dels quals segueixen religions protestants) i el 30% restant segueixen religions tradicionals africanes.